# Nieder-Eschbach

L'arrondissement (en rouge) au sein de la ville de Francfort-sur-le-Main

Nieder-Eschbach (en allemand : Frankfurt-Nieder-Eschbach) est un quartier de Francfort-sur-le-Main.